# Paracheirodon
Paracheirodon са род сладководни риби от семейство Харациди. Всички видове от този род обитават неотропическата екозона и се срещат в Ориноко и басейна на Амазонка в северната част на Южна Америка.
Рибите от този род са с продълговата форма и достигат максималната дължина от 2,5 – 5 cm в зависимост от вида.

## Списък на видовете
За момента са известни само три вида от този род:
Род Paracheirodon
- Вид Червен неон (Paracheirodon axelrodi) L. P. Schultz, 1956
- Вид Обикновен неон (Paracheirodon innesi) G. S. Myers, 1936
- Вид Зелен неон (Paracheirodon simulans) Géry, 1963